# Choi Ji-woo
Choi Ji-woo (hangeul : 최지우 ; hanja : 崔志宇 ; RR : Choe Ji-u ; MR : Ch'oe Chiu), née Choi Mi-hyang (hangeul : 최미향 ; hanja : 崔美香 ; RR : Choe Mi-hyang ; MR : Ch'oe Mihyang) le 11 juin 1975 à Paju, est une actrice sud-coréenne considérée comme l'une des plus belles femmes de Corée du Sud. Spécialisée dans les drames, elle joue dans Beautiful Days (en) (2001), Winter Sonata (2002), Stairway to Heaven (en) (2003), Star's Lover (en) (2008) Temptation (en) (2014) au cours de sa carrière ainsi que dans quelques séries romantiques comme Second 20s (en) (2015) et Woman with a Suitcase (en) (2016)

## Biographie
Elle fait des études au Pusan Women's College avant d'entrer au département de théâtre et de film de l'Université de Hanyang mais doit abandonner après sa première année à cause de son emploi du temps.
Mariée le 29 mars 2018 à son compagnon de longue date, elle donne naissance à son premier enfant à l'âge de 45 ans, une fille, le 16 mai 2020.

## Carrière

### 1994-1996: Ses débuts
Choisie pour le film The Gate of Destiny en 1996, elle est remplacée en cours de tournage à cause de son manque d'expérience. Malgré ça, elle continue de jouer dans quelques films et dramas comme The Hole (en) (1997) ou The Romantic President (en) (2002). En 2002, elle obtient son premier grand rôle dans Winter Sonata de Yoon Seok-ho (en) aux côtés de Bae Yong-jun, qui deviendra un succès dans toute l'Asie et est considérée comme l'initiateurs de la Hallyu. Ce succès lui offre une reconnaissance internationale en particulier au Japon où elle est surnommée Ji-woo Hime (« Princesse Ji-woo »). En 2009, Bae et elle reprennent leur rôle pour la version animé du drama,. L'année suivante, elle joue dans Stairway to Heaven (en) avec Kwon Sang-woo puis décide de se tourner vers le cinéma.
Elle joue le rôle d'une jeune femme en fin de vie dans Now and Forever (en) avant d'obtenir un rôle dans la comédie sexy Everybody Has Secrets (en) mais les deux sont mal reçus par la critique et le public en Corée mais font une bonne performance au box-office japonais. Elle part ensuite en Chine tourner le drama 101st Proposal avec Sun Xing puis le drama japonais RONDO aux côtés de Yutaka Takenouchi (en). Elle revient ensuite en Corée pour jouer la Cheffe des opérations de l'aéroport d'Incheon dans Air City (en) avec Lee Jung-jae.

### 2009-2012: La rencontre avec le succès
En 2009, elle joue une actrice qui tombe amoureuse d'un homme ordinaire dans le drama Star's Lover (en) donnant la réplique à Yu Ji-tae. Elle reçoit 48 millions de wons par épisode — environ 62 744€ par épisode —, le plus haut salaire pour une actrice à l'époque, record qui sera brisé par Go Hyun-jung et ses 55 millions de wons par épisode pour Big Thing (en) en 2010,. La même année, elle créé sa propre entreprise de management d'artistes nommée C,JW Company avec son frère en tant que directeur général. Elle rejoint ensuite le casting du documentaire parodique Actresses, qui est toujours considéré comme son film le plus important.
En 2012, elle est choisie pour jouer dans le drama chinois City Lovers, où elle joue le rôle de la directrice générale d'une compagnie de management d'artiste face à Qin Hao, qui joue un nouvel employé. La même année, elle présente Choi Ji-woo's Delicious Korea sur la chaîne de cuisine du câble O'live TV aux côtés de Jung Ku-ho. La série de cinq épisodes, diffusés entre le 23 novembre et le 21 décembre 2012, a été créé pour promouvoir la gastronomie et la culture coréenne aux reste du monde, et les deux présentateurs voyagent à travers la Corée pour faire découvrir des spécialités régionales aux spectateurs.
En 2013, elle joue dans la version coréenne du drama japonais Kaseifu no Mita intitulé The Suspicious Housekeeper (en) dans le rôle d'une femme de ménage qui entre au service d'une homme veuf et de ses quatre enfants.

### Depuis 2014: Le retour du succès
En février 2014, Chois signe avec YG Entertainment. La même année, elle rejoint Kwon Sang-woo dans le drama Temptation (en) puis la quatrième saison de Grandpas Over Flowers (en) en 2015, une série de télé-réalité où elle voyage en sac à dos à travers la Grèce avec Lee Seo-jin (en), Lee Soon-jae (en), Shin Goo (en), Park Geun-hyung (en) et Baek Il-seob (en),. Peu après, elle obtient le rôle d'une trentenaire qui découvre l'université pour la première fois avec son fils de 20 ans dans Second 20s (en).
En 2016, elle retourne sur le grand écran dans la romance Like for Likes (en) avec Lee Mi-yeon (en) et Kim Joo-hyuk (en) puis retourne sur le petit écran dans le drama Woman with a Suitcase (en). L'année suivante, elle joue dans le remake du drama The Most Beautiful Goodbye in the World intitulé The Most Beautiful Goodbye (en).
En 2023, elle joue dans le film de Kakao TV, New Normal.

## Filmographie

### Cinéma
- 1996 : The Adventures of Mrs Park de Kim Tae-gyun : Eun-sun
- 1997 : Hallellu-ya de Shin Seung-soo : madame Bar
- 1997 : The Hole (en) de Kim Sung-hong : Su-jin
- 1998 : First Kiss (en) de Kim Tae-gyun : Song Yeon-hwa
- 1999 : Sur la trace du serpent de Lee Myeong-se : Juyon
- 2002 : The Romantic President (en) de Jeon Man-bae : Choi Eun-soo
- 2004 : Everybody Has Secrets (en) de Jang Hyeon-su : Han Sun-young
- 2005 : Le règne par le sabre de Kim Young-jun: Bido Moon-joo
- 2006 : Now and Forever (en) de Kim Seong-jung : Han Hye-won
- 2009 : Actresses : elle-même
- 2016 : Like for Likes (en) de Park Hyeon-jin : Ham Joo-ran
- 2022 : New Normal de Jung Bum-shik : Hyeong-jeong

### Série télévisée
- 1996 : First Love (en) : Kang Seok-hee (1 épisode)
- 1998 : Sarang : Yu Ji-young (16 épisodes)
- 1999 : 8 Love Stories : Min-jung (2 épisodes)
- 1999 : Love in 3 Colors (en) : Eun ji-soo (rôle principal)
- 2000 : Jin shil : Lee Ja-young (16 épisodes)
- 2000 : Mr. Duke (en) : Jang Soo-jin
- 2001 : Beautiful Days (en) : Kim Yonsoo à l'âge de 27 ans (24 épisodes)
- 2002 : Winter Sonata : Jeong Yoo-jin (20 épisodes)
- 2003-2004 : Stairway to Heaven (en) : Han Jeong-seo (20 épisodes)
- 2004 : 101st Proposal : Li Shao Rong
- 2006 : Rondo : Choi Yoon-ah
- 2007 : Air City (en) : Choi Ji-woo (3 épisodes)
- 2008 : Star's Lover (en) : Lee Ma-ri (20 épisodes)
- 2009 : Winter Sonata : Jeong Yoo-jin (voix)
- 2011 : Can't Lose (en) : Lee Eun-jae
- 2013 : The Suspicious Housekeeper (en) : Park Bok-nyeo (20 épisodes)
- 2014 : Temptation (en) : Yoo Se-young (20 épisodes)
- 2015 : Second 20s (en) : Ha No-ra (16 épisodes)
- 2016 : Woman with a Suitcase (en) : Cha Geum-joo (16 épisodes)
- 2017 : The Most Beautiful Goodbye (en) : Jeong Yeon-soo (4 épisodes)
- 2020 : Crash Landing on You : Choi Ji-woo (2 épisodes)
- 2022 : Shooting Stars : Eun Shi-woo (2 épisodes)